# Sundby Sogn (Morsø Kommune)
 For alternative betydninger, se Sundby Sogn. (Se også artikler, som begynder med Sundby Sogn)
Sundby Sogn er et sogn i Morsø Provsti (Aalborg Stift).
I 1800-tallet var Sundby Sogn anneks til Solbjerg Sogn. Begge sogne hørte til Morsø Nørre Herred i Thisted Amt. Solbjerg-Sundby Mors sognekommune blev ved kommunalreformen i 1970 indlemmet i Morsø Kommune.
I Sundby Sogn ligger Sundby Kirke.
I sognet findes følgende autoriserede stednavne:
- Fårtoft (bebyggelse, ejerlav)
- Stærhøj (areal)
- Sundby (bebyggelse, ejerlav)
- Sundby Stengrund (vandareal)
- Under Bakken (bebyggelse)
- Vilsund Øst (bebyggelse)